# R-5 Poběda

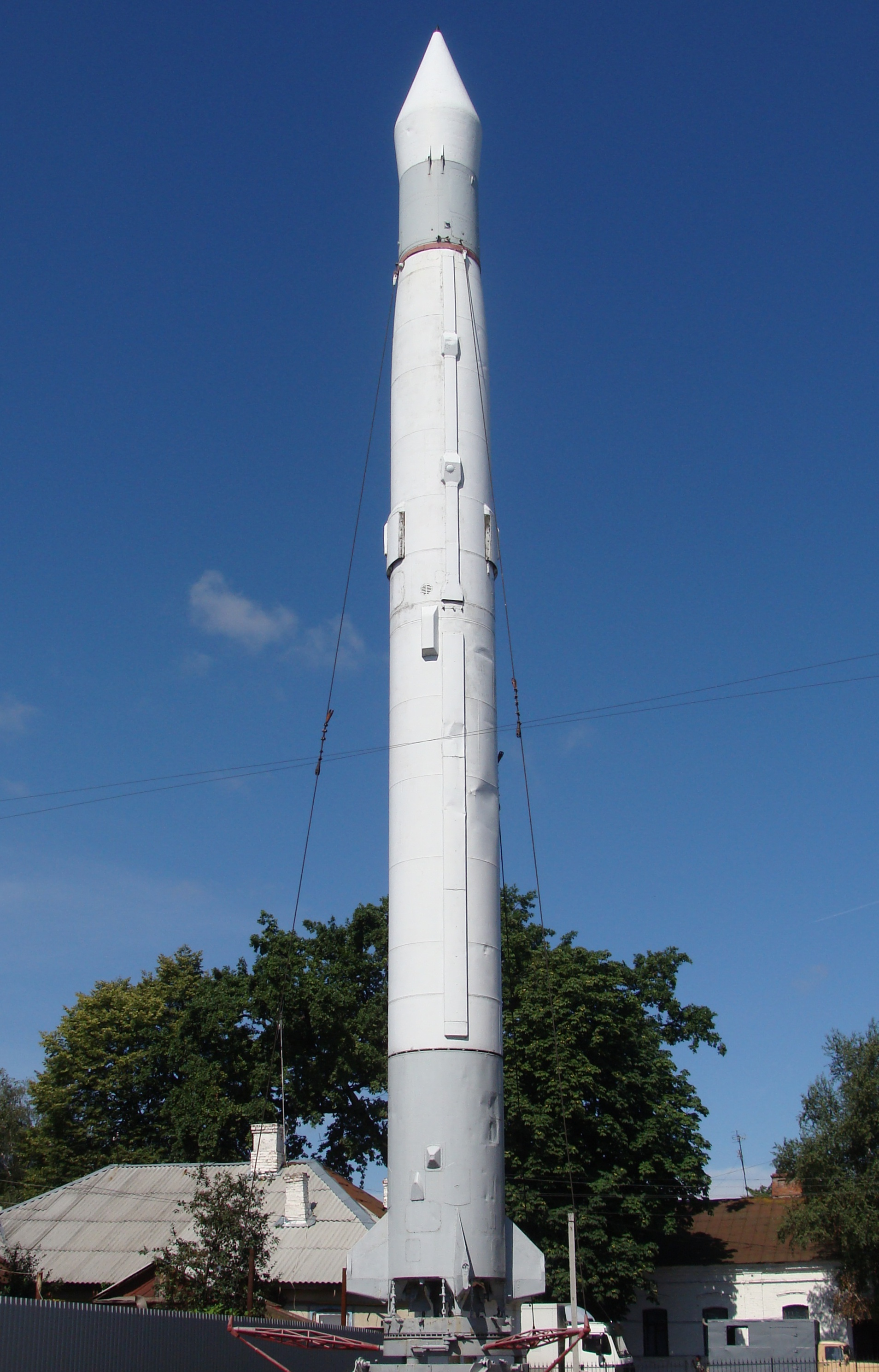
R-5 v Žytomyrském muzeum

R-5 Poběda byla sovětská balistická raketa středního doletu, v kódu NATO byla označována jako SS-3 Shyster a v sovětském vojenském typovém označení GRAU měla index 8 А62 (8 К51 u verze R-5M). Šlo o první sovětskou raketu upravenou na nošení jaderné hlavice.
Jednostupňová raketa s kapalným motorem RD-103 měla dolet přes 1200 km a vyvinuli ji v konstrukční kanceláři OKB-1 pod vedením Sergeje Koroljova, částečně vycházela z rakety R-2. Letové zkoušky probíhaly od roku 1954 a do výzbroje byla zařazena v letech 1956–1968.
Verze rakety R-5M byla upravena k nošení jaderné hlavice a po úspěšných zkouškách (spojených s odpálením jaderné nálože) v únoru 1956 se stala první operačně způsobilou sovětskou zbraní tohoto typu, přičemž byla schopna nést hlavici o hmotnosti až 1 350 kg.
Veze rakety R-5A, R-5B a R-5C se od roku 1958 používaly k vědeckovýzkumným účelům.